# Freilichtmuseum am Kiekeberg
Das Freilichtmuseum am Kiekeberg ist ein ehemals hamburgisches Freilichtmuseum im Gebiet der Harburger Berge. Es liegt zwischen den Ortsteilen Ehestorf und Vahrendorf der Gemeinde Rosengarten im Landkreis Harburg. Heute wird das Museum von der gemeinnützigen Stiftung Freilichtmuseum am Kiekeberg getragen.

## Museumsbestände
Das Museum umfasst über 40 historische Gebäude und Gärten des 17. bis 20. Jahrhunderts auf einem zwölf Hektar großen Areal. Es beschäftigt sich mit der Kulturgeschichte der nördlichen Lüneburger Heide und der angrenzenden Elbmarschen. Darüber hinaus verfügt es über ein modernes Ausstellungsgebäude und einen Sonderausstellungsbereich. Im Außengelände gibt es neben einer Reihe von historischen Gärten verschiedene alte Haustierrassen. Dazu gehören Bunte Bentheimer Landschweine, Ramelsloher Blaubeine (Hühner), Bentheimer Landschafe, Hausziegen und Deutsche Schwarzbunte Niederungsrinder. Im „Haus des Handwerks“ werden auf 500 m2 die wichtigsten ländlichen Gewerke präsentiert. Ferner gibt es regelmäßig Vorführungen traditioneller Handarbeit und Handwerkskunst, wie beispielsweise Schmieden und Spinnen. 2012 eröffnete auf dem Gelände das Agrarium, ein 3000 m2 großes, interaktives Schaumagazin zu Landwirtschaft und Ernährungsindustrie. Im Ausstellungsgebäude bietet die Dauerausstellung „Spielwelten“ auf 650 m2 Einblicke in die Spiel- und Spielzeugkultur nach dem Zweiten Weltkrieg. Neben mehr als 1.000 Exponaten gibt es zahlreiche Mitmachstationen.
Das Freilichtmuseum am Kiekeberg hat mit dem Großprojekt „Königsberger Straße“ 2023 eine Baugruppe mit Gebäuden eröffnet, die typisch für das Landleben in der Nachkriegszeit sind und bis heute das Erscheinungsbild von Dörfern in ganz Deutschland prägen. Dazu gehören fünf Gebäude mit Einrichtungen, Gärten und einer Straße. In ihnen zeigen Ausstellungen  politische, wirtschaftliche, soziale und kulturelle Entwicklungen. Bewohnergeschichten aus der Zeit illustrieren die individuellen Auswirkungen. Das Museum wählt regionaltypische, großteils originale Gebäude mit aussagekräftigen Geschichten aus: Eine Tankstelle aus den 1950er-Jahren, eine Ladenzeile mit Geschäften der 1950er bis 1970er Jahre, ein Siedlungsdoppelhaus, ein  Flüchtlingssiedlungshaus von 1955, ein Quelle-Fertighaus von 1968 als neuer Bautyp, das aus dem Versandhauskatalog bestellt werden konnte und einen an den USA ausgerichteten, modernen Lebensstil verkörpert.

## Geschichte

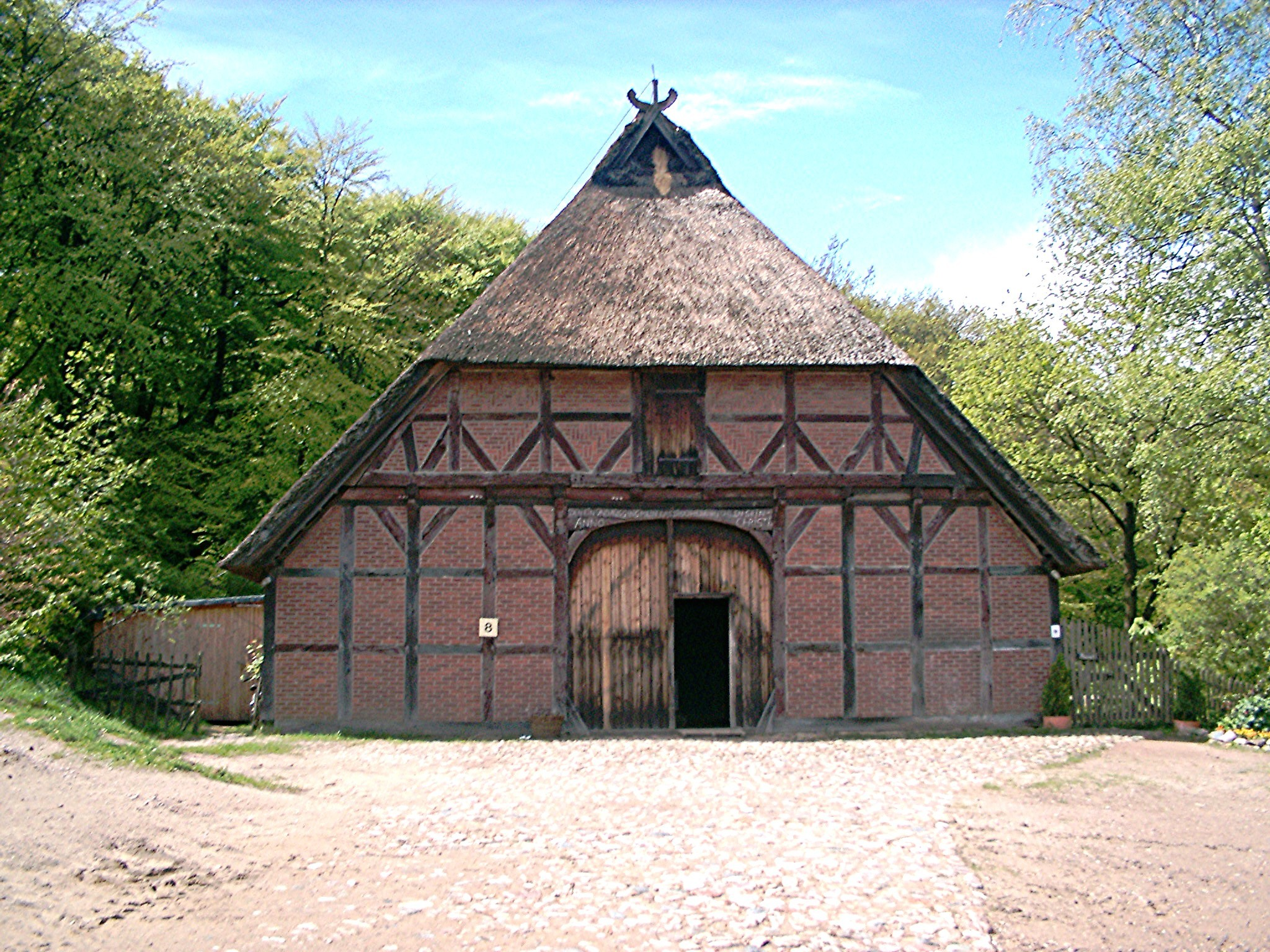
Hallenhaus aus dem 17. Jahrhundert

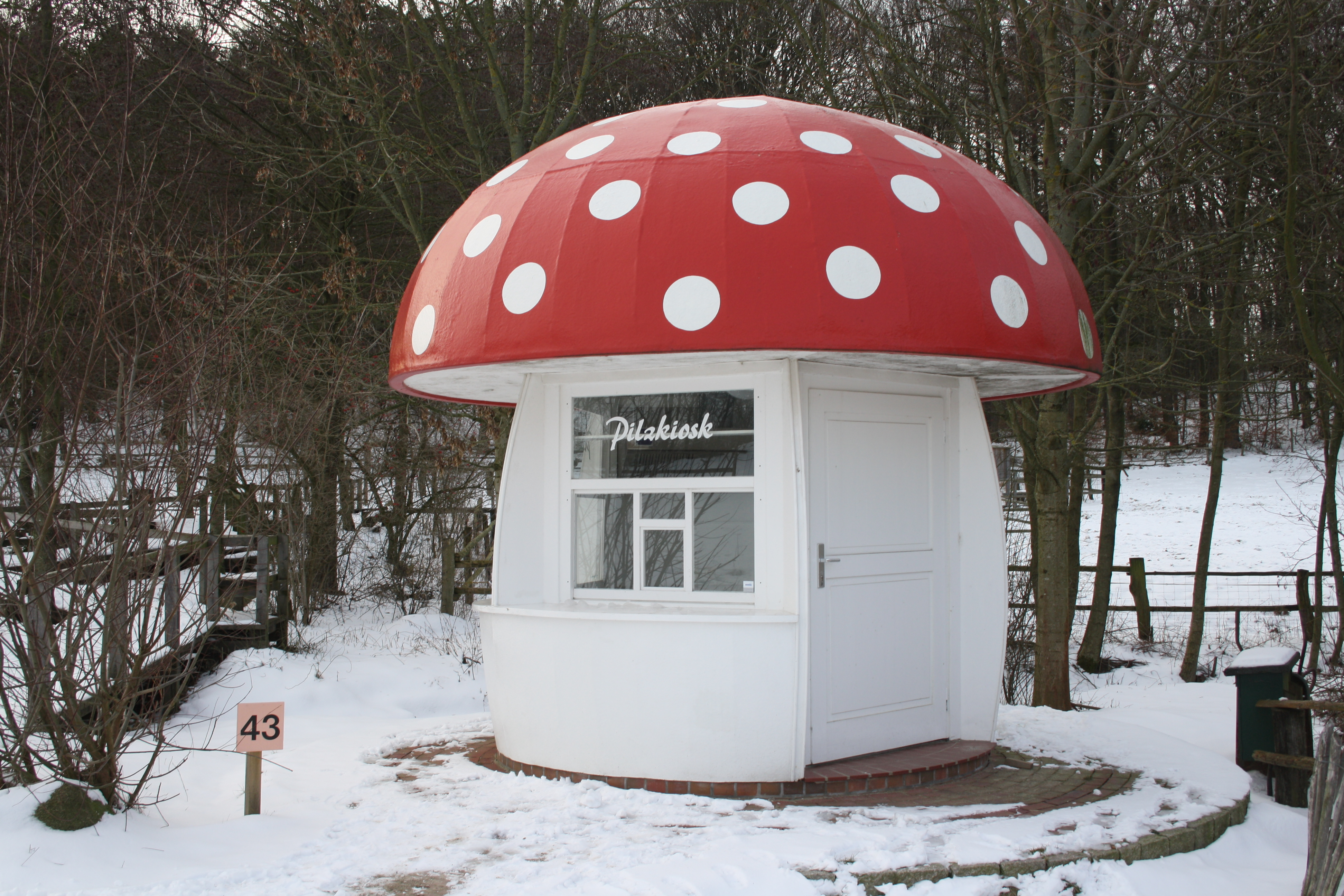
Pilzkiosk aus den 1950er Jahren

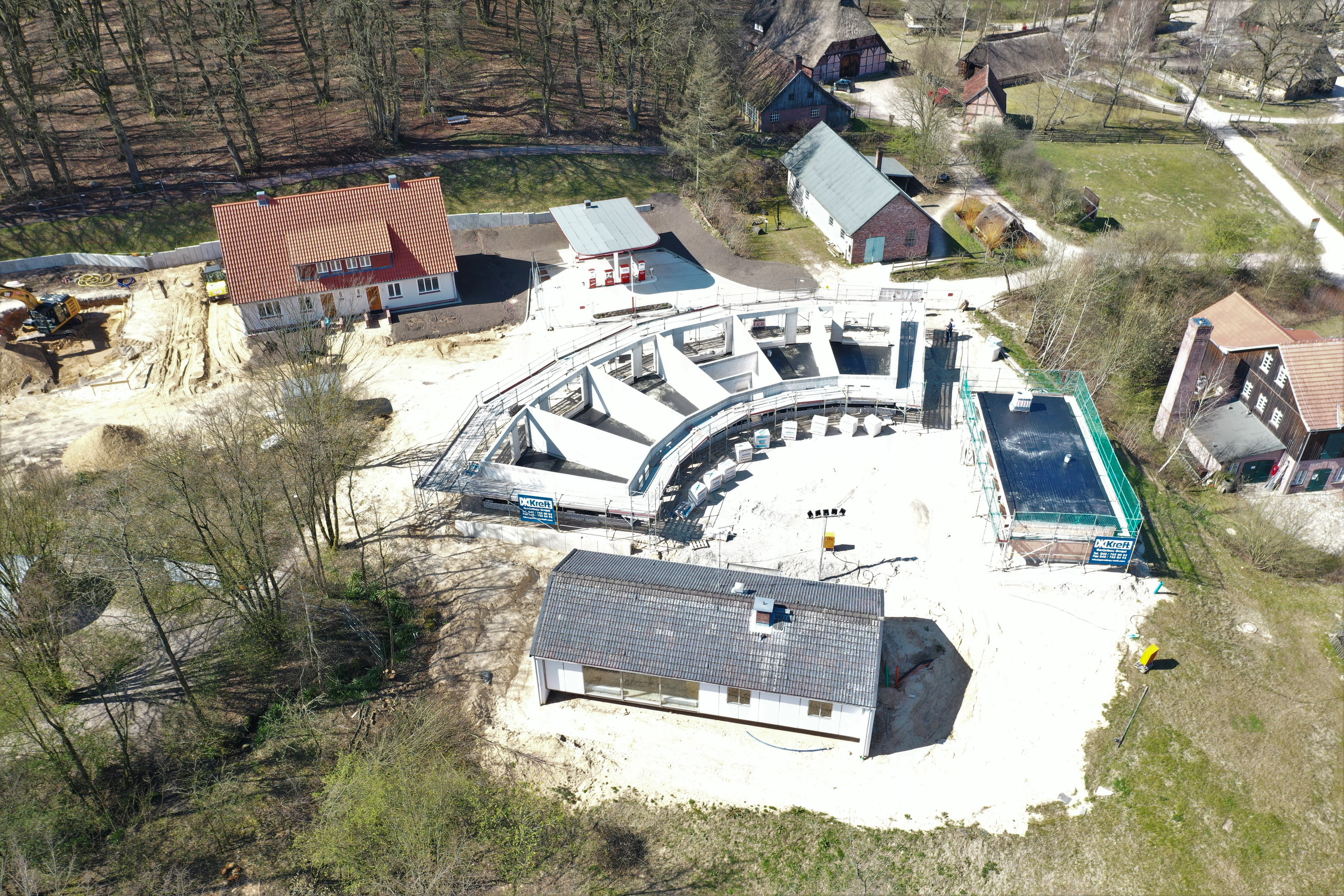
Königsberger Straße im Freilichtmuseum am Kiekeberg

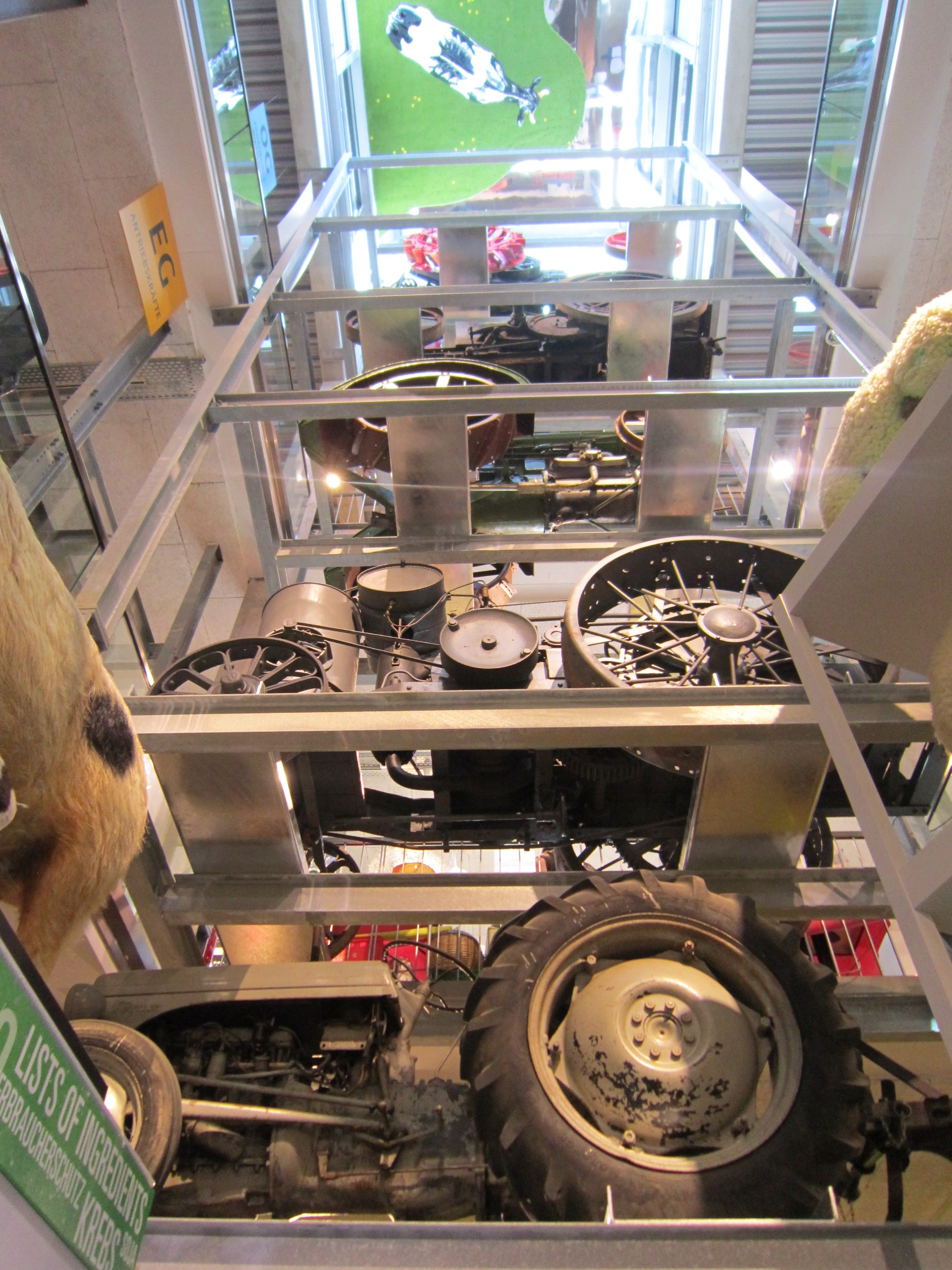
Ausstellung im Agrarium

Die Umgebung des Freilichtmuseums am Kiekeberg war schon zur Kaiserzeit ein beliebtes Ausflugsziel für die Hamburger und Harburger Bevölkerung. Auf dem Berg befand sich zum Gedenken an Otto von Bismarck ein Bismarckturm, der gegen Ende des Zweiten Weltkriegs 1945 von deutschen Truppen gesprengt wurde.
Das Freilichtmuseum wurde 1953 von Willi Wegewitz, dem damaligen Direktor des Helms-Museums in Hamburg-Harburg, gegründet. Inhaltlicher Ausgangspunkt für seine Planung waren die rasanten Veränderungen in der Landwirtschaft und in den Dörfern der Region. Um die Tradition zu wahren, sollte eine komplette Hofanlage der Heide aufgekauft, zum Kiekeberg umgesetzt und so der späteren Generation präsentiert werden. Wegewitz baute das Museum mit großem Fleiß auf und übergab seinem Nachfolger Claus Ahrens im Jahr 1966 nicht nur eine Hofanlage, sondern ein kleines Heidedorf. Ahrens setzte die Aufbautätigkeit fort, erweiterte die Freiflächen und Gärten und integrierte Aspekte der Museumspädagogik in den Museumsbetrieb. 1987 erwarb der Landkreis Harburg das Museum von der Stadt Hamburg. Im selben Jahr wurde Rolf Wiese Direktor des Freilichtmuseums. Neben dem zentralen Standort Kiekeberg wurden Außenstellen aufgebaut, um Kultur in der gesamten Region zu präsentieren.
Im Jahr 2003 wurde das Freilichtmuseum aus der Trägerschaft des Landkreises Harburg in eine gemeinnützige Stiftung privaten Rechts überführt. Dabei stand das Ziel im Vordergrund, durch den Aufbau eines eigenen Stiftungsvermögens mehr Unabhängigkeit und Selbstständigkeit zu erreichen. Der Stiftungsrat ist ehrenamtlich organisiert, berät und überwacht den Vorstand der Stiftung bei seiner Tätigkeit. Im Stiftungsrat sind Vertreter des Landkreises Harburg, der Museumsleitung, des Betriebsrates, des Fördervereins sowie Persönlichkeiten des öffentlichen Lebens vertreten.
2022 wurde das Museum zum dritten Mal mit dem Museumsgütesiegel des Museumsverbands Niedersachsen und Bremen e. V. ausgezeichnet.

## Schwerpunkte
Das Freilichtmuseum am Kiekeberg setzt verschiedene thematische Schwerpunkte: das Leben auf dem Lande, die Technisierung in der Landwirtschaft, Spiel- und Spielzeug oder Wasser als kostbares Gut. Im Detail:
Agrarium: Das Agrarium ist eine interaktive Ausstellungswelt. Auf drei Etagen erfahren Museumsbesucher Wissenswertes zur Landwirtschaft, Landtechnik und Ernährungswissenschaft. Es zeigt die Hintergründe der historischen und modernen Lebensmittelproduktion sowie den Weg der Lebensmittel zum Verbraucher, beispielsweise bei Gemüse und Getreide. Mitmachstationen, Exponate und multimediale Elemente gehören zur Ausstellung. Auch wird die Technisierung der Landwirtschaft dargestellt. In einer Lehrküche können bis zu 35 Kinder und Erwachsene Kochkurse belegen.
Landwirtschaftlicher Entdeckergarten: Ein neuartiges Parkplatzkonzept wurde 2012 neben dem Freilichtmuseum am Kiekeberg umgesetzt: Auf einer 40 Hektar großen Fläche entstand eine Nutzfläche für Obstbau, Viehzucht und Ackerbau. Auf dem Entdeckergarten wachsen die alten hochstämmigen Obstsorten neben den modernen Apfelbüschen, die bequem abgeerntet werden können. Entdeckertouren führen Besucher über die Anlage und bringen ihnen die Themen nahe. An größeren Veranstaltungstagen werden die Obst- und Weidewiesen geöffnet und als Parkplatz nutzbar gemacht.
Wirtschaften auf dem Lande:
Ab Mitte des 19. Jahrhunderts setzt die Technisierung auf dem Land ein. Viele Hilfsmittel (ohne Strom) erleichtern den Menschen den Alltag. Beispiele im Freilichtmuseum sind ein Göpelschauer und ein Windrad.
Königsberger Straße: Die 1950er Jahre stehen für die Zeit des Wirtschaftswunders in Deutschland, für bunte Mode, elektrische Haushaltsgeräte und moderne Bauernhöfe. Die Zeit ist aber auch geprägt von Not und Armut. Viele Menschen, vor allem Flüchtlinge, lebten auch etliche Jahre nach dem Zweiten Weltkrieg in Notunterkünften. Die Königsberger Straße befindet sich im Bau: Sie zeigt die Zeit von 1945 bis in die 1970er Jahre. Es entsteht ein Siedlungseinzelhaus und ein Doppelhaus, eine (damals moderne) Tankstelle, eines der ersten Fertighäuser aus dem Katalog, ein Geschäftshaus und eine Kleinbauernstelle – jeweils passend eingerichtet und mit Gärten der Zeit. Eine Notunterkunft, die sogenannte Nissenhütte, steht schon im Freilichtmuseum und zeigt die einfachsten Lebensumstände, unter denen Familien nach dem Zweiten Weltkrieg lebten. 
Spielwelten: Die Dauerausstellung „Spielwelten“ zeigt auf 650 m² die rasante Entwicklung der Spielzeugkultur nach 1945. Nach dem Zweiten Weltkrieg veränderte sich die Spielzeugkultur in Deutschland schnell: Im Zuge des Wirtschaftswunders kam immer mehr Spielzeug in die deutschen Kinderzimmer. Dazu stehen neue Themen wie Mobilität, Freizeit oder Raumfahrt im Fokus. Auch neue Produzenten und Materialien wie Kunststoff kamen auf den Markt. Neben drei begehbaren, inszenierten Spielzeugläden gibt es zehn Themeninseln, die die Bandbreite der Spielzeugwelt veranschaulichen: Von Playmobil über Sammelfiguren bis zu selbstgemachten Spielzeugen von Vertriebenen. Dazu gibt es zahlreiche Mitmach- und Medienstationen in der Ausstellung.
Heidedorf: Die Bauern in der Nordheide lebten eher unter ärmlichen Verhältnissen. Die Bauern kümmerten sich um ihr Vieh und bewirtschafteten die kargen Böden. Nur wenige Feldfrüchte, wie Roggen, Buchweizen oder Kartoffeln wuchsen hier. Im Freilichtmuseum zeigen zahlreiche historische Häuser wie zum Beispiel Kleinbauern oder Häuslinge wohnten. Auch Scheunen für die Geräte und Stallungen für die Tiere gehören dazu. Alle Gebäude sind in der Zeit von 1600 bis 1900 erbaut.
Die bäuerliche Wirtschaft der Nordheide war von den kargen Böden geprägt, die sich nur für wenige Feldfrüchte eigneten. Das Vieh diente der Eigenversorgung und der Produktion von Dünger. Angebaut wurden Roggen, Hafer, Buchweizen und ab Mitte des 18. Jahrhunderts auch Kartoffeln. Die Häuser aus Lehmflechtwänden spiegeln die eher ärmlichen Lebensverhältnisse wider.
Marschendorf: Anders als die Böden der Nordheide war das Gebiet der Winsener Marsch entlang der Elbe sehr fruchtbar mit ertragreichen Böden. Hier wurden Rinder und Pferde gezüchtet sowie Ackerbau und Gemüseanbau betrieben. Im Freilichtmuseum demonstriert der 1560 erbaute Hof Meyn als eines der größten Bauernhäuser den ländlichen Wohlstand. Viele Familien lebten von der Landwirtschaft, einschließlich der Rindvieh- und Pferdezucht, der der den nahe Absatzmarkt Hamburg zugutekam. Daneben lebten viele Familien von der Elbe, das heißt von der Schifffahrt, dem Kleinhandel, der Fischerei und der Korbflechterei.
Gelebte Geschichte: Die Darsteller der Gelebten Geschichte 1804 nehmen die Besucher mit in die Welt der Bauern und Landhandwerker vor 200 Jahren. In authentisch rekonstruierter Alltagskleidung erledigen die Darsteller alles, was auf einem Bauernhof anfällt. Je nach Jahreszeit bestellen sie die Felder, ernten Obst und Gemüse oder dreschen Getreide. Bei der Gelebten Geschichte 1904 sind die Besucher mitten in der Arbeits- und Lebenswelt von Fischern, Korbflechtern und Gartenbauern zu Beginn des 20. Jahrhunderts. Die neuste Gelebte-Geschichte-Gruppe im Freilichtmuseum am Kiekeberg zeigt das spärliche Leben in der Notzeit um 1945. An der Nissenhütte tauchen die Besucher ein in die Zeit der Improvisation und Unsicherheit nach dem Krieg: Die Darsteller behelfen sich in der Notzeit nach 1945, kochen einfache Mahlzeiten im Freien auf der Not-Kochhexe und leben sehr dürftig in der Notunterkunft.
Wassererlebnispfad: Zusammen mit dem Wasserbeschaffungsverband Harburg hat das Freilichtmuseum am Kiekeberg einen Wassererlebnispfad aufgebaut, an dem die Besucher aktiv sein können. Sie erfahren mehr darüber, was Trinkwasser ausmacht und wie die Menschen sich früher Trinkwasser beschafften.
Gärten: An den historischen Häusern im Freilichtmuseum sind Versorgungs- und Ziergärten angelegt. Alte Sorten Obst und Gemüse werden hier traditionell angebaut. Obst- und Gemüsebau war in den vergangenen Jahrhunderten eine bedeutende Einnahmequelle. Auch die Bauerngärten aus der Zeit um 1900 sind am Kiekeberg in ihrer typischen Form zu sehen. Nach dem in der Region bekannten Wunderheiler Schäfer Ast gibt es einen Kräutergarten in Hochbeeten.
Hof- und Museumsladen: Hier sind historische Haushaltsartikel, Textilien, Kinderbücher, Fachliteratur, Spielzeug und Naturkosmetik erhältlich. Das in der Museumsbäckerei hergestellte Brot kann man ebenfalls kaufen. Im Hofladen werden Lebensmittel aus eigenem Bioanbau am Kiekeberg und vom Museumsbauernhof Wennerstorf sowie von regionalen Anbietern verkauft. Im Museumsgasthof „Stoof Mudders Kroog“, dem hier wieder aufgebauten Pfarrwitwenhaus aus Marschacht, werden Gerichte nach alten Rezepten angeboten. Im „Das Wegewitz - Museumscafé und Rösterei“ steht ein historischer Kaffeebohnenröster, wo die Bohnen noch heute vor den Augen der Besucher geröstet werden.

## Regelmäßige Veranstaltungen/Aktionstage

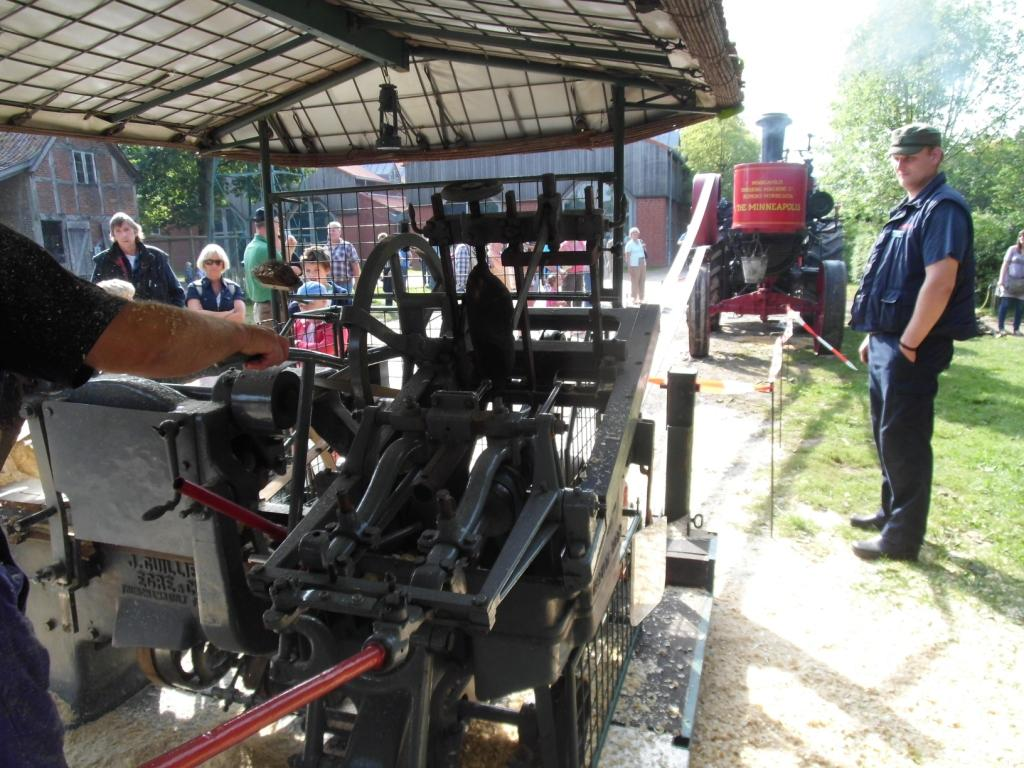
Maschine zur Fertigung der Holzschuhe

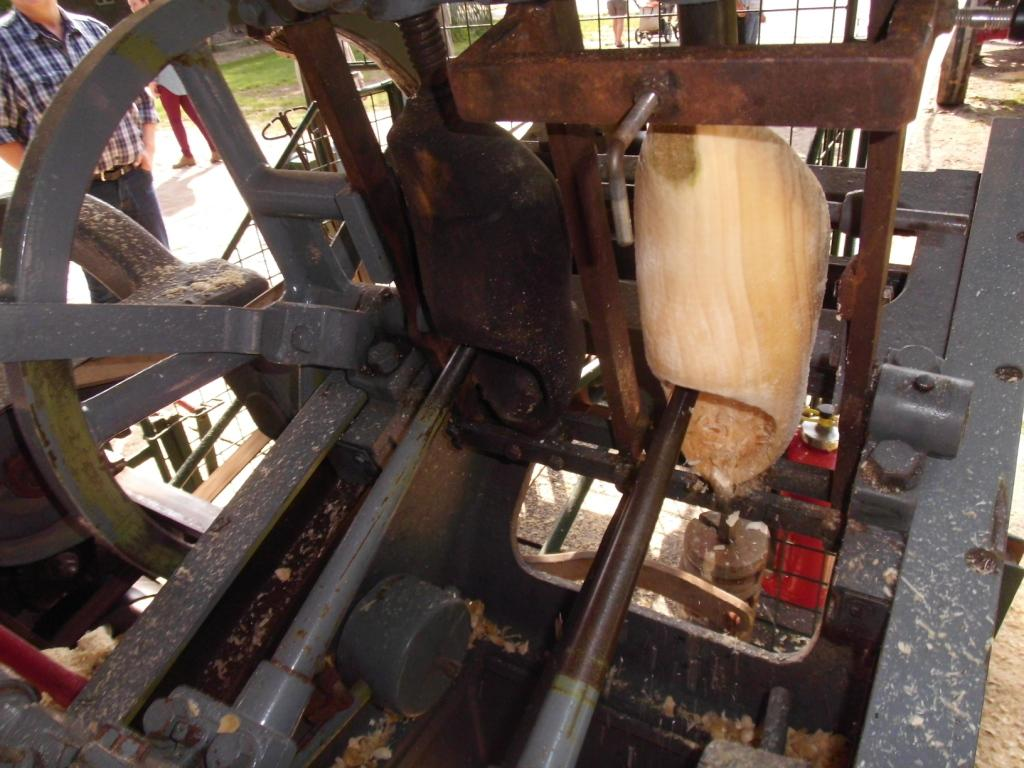
Ausfräsen der Holzschuhe (beim Traktoren- und Oldtimertreffen am 9. September 2012)

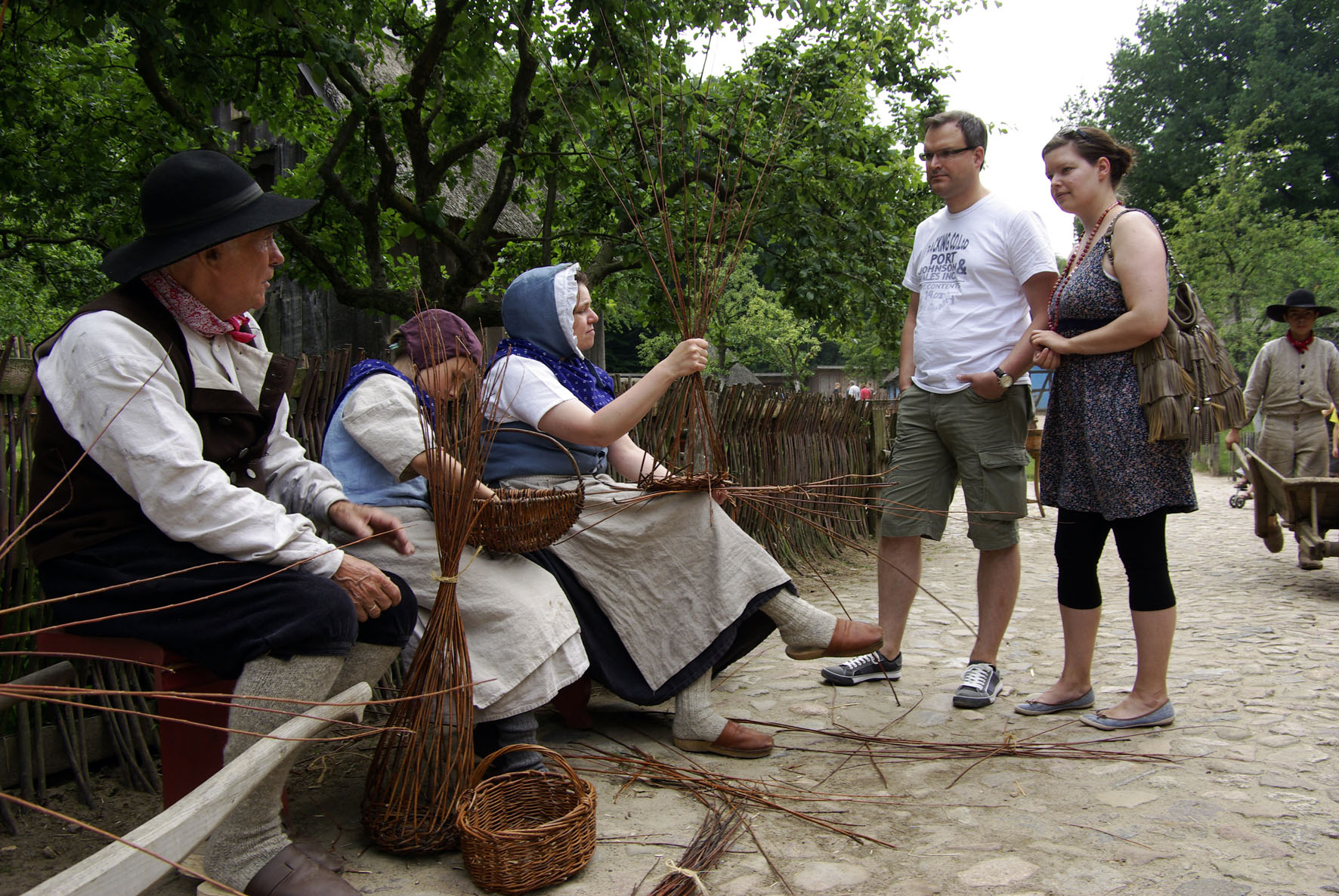
Living History Projekt am Kiekeberg: Die Darsteller der Gelebten Geschichte im Gespräch mit Besuchern

Das ganze Jahr über finden auf dem Museumsgelände und im Agrarium verschiedene Veranstaltungen statt. Darunter sind der Historische Jahrmarkt, ein Imkertag, der Genussmarkt, zwei große Pflanzenmärkte, ein Dampf- und Traktorentreffen, ein Oldtimertreffen sowie mehrere Theaterabende auf Plattdeutsch.
Eine besondere Attraktion des Freilichtmuseums am Kiekeberg sind die Vorführungs-Programme „Sonntags im Museum“. An vielen Wochenenden über das ganze Jahr werden in einigen der historischen Gebäude alte Handwerke und Fertigkeiten veranschaulicht.

## Forschung und Publikation
Das Freilichtmuseum am Kiekeberg ist eine wichtige Forschungseinrichtung für die Kultur und Geschichte der Winsener Elbmarsch und der Lüneburger Heide. Hier arbeiten hauptamtliche Wissenschaftler, die eng mit externen Forschern und Universitäten kooperieren. Ihre Forschungsergebnisse werden durch eine eigene Schriftenreihe des Freilichtmuseums am Kiekeberg, durch Fachtagungen und durch zahlreiche Aufsätze veröffentlicht. Die Forschungsschwerpunkte liegen in den Bereichen Bauen und Wohnen, Landwirtschaft und Landtechnik, Handwerk, Gewerbe und Industrie, Ernährung und Genussmittel sowie Spielen und Spielzeug.
Das Freilichtmuseum am Kiekeberg verfügt über eine wissenschaftliche Bibliothek, die nach vorheriger Anmeldung geöffnet ist. Zum Bibliotheksbestand gehören Publikationen der Fachgebiete Volkskunde, historische Landeskunde (Landkreis Harburg/Lüneburger Heide), Landwirtschaft, Haus- und Bauforschung und Umweltschutz und Handwerk. Einen weiteren Schwerpunkt bildet der Themenbereich Museums- und Kulturmanagement. Bücher der Bibliothek dürfen nach Absprache eingesehen und teilweise entliehen werden.
Der Arbeitskreis Museumsmanagement ist dem Museum angeschlossen und setzt sich aus Vertretern diverser Museen, Universitäten und anderen Bildungseinrichtungen aus deutschsprachigen Ländern zusammen. Alle zwei Jahre organisiert er im November eine Tagung zu aktuellen Themen aus dem Bereich Museumsmanagement. Außerdem werden regelmäßig fachbezogene Publikationen veröffentlicht.

## Außenstellen

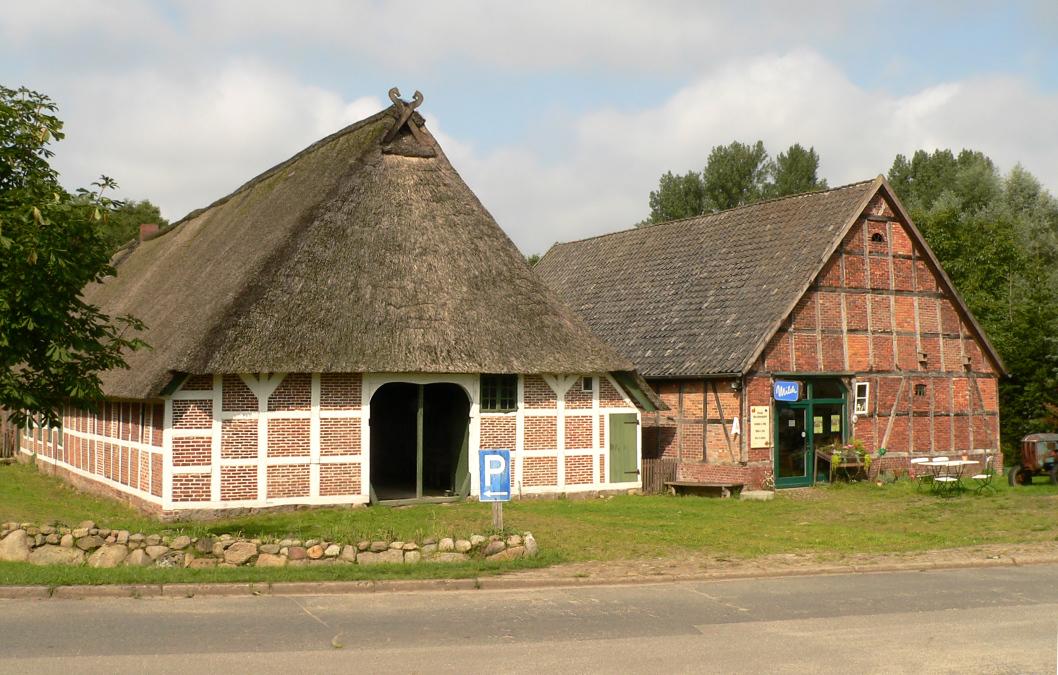
Museumsbauernhof Wennerstorf, links das ehemalige Bauernhaus

Zu den Außenstellen des Freilichtmuseums gehören:
- Museumsbauernhof Wennerstorf
- Mühlenmuseum Moisburg
- Kreisarchiv Winsen
- Schlauchturm Salzhausen
- Rieselwiesen in Jesteburg
- Transformatorenhaus Putensen
- Widderanlage Gödenstorf
- Obstanlage Menkenbruch in Ramelsloh
- Museumsstellmacherei Langenrehm
- Feuerwehrmuseum Marxen

## Förderverein
Der Förderverein des Freilichtmuseums am Kiekeberg e. V. wurde 1989 gegründet. Er beteiligt sich aktiv an der Arbeit im Freilichtmuseum und finanzierte den Bau des Wohnheimes Wennerstorf, trägt den Museumsbauernhof Wennerstorf, die Museumsstellmacherei Langenrehm sowie den Museumsladen im Freilichtmuseum am Kiekeberg. Außerdem vermarktet er das Softwaresystem „FirstRumos“ für datenintensive Arbeitsbereiche eines Museums. Der Verein hat etwa 14.500 Mitglieder und 350 Ehrenamtliche. Auch der Vorstand ist ehrenamtlich organisiert.